# Brezza di montagna e brezza di valle
In meteorologia, la brezza di montagna e la brezza di valle sono due venti correlati che si verificano uno dopo l'altro secondo un ciclo giornaliero. Sono un esempio di venti anabatici e catabatici che si verificano su scala locale. Questi venti sono opposti l'uno dall'altro. I venti di montagna soffiano da monte verso valle dopo il tramonto, quando la montagna si raffredda e la zona della valle è relativamente più calda. Mentre le brezze di valle si verificano quando l'aria calda risale i lati della valle.

## Cause

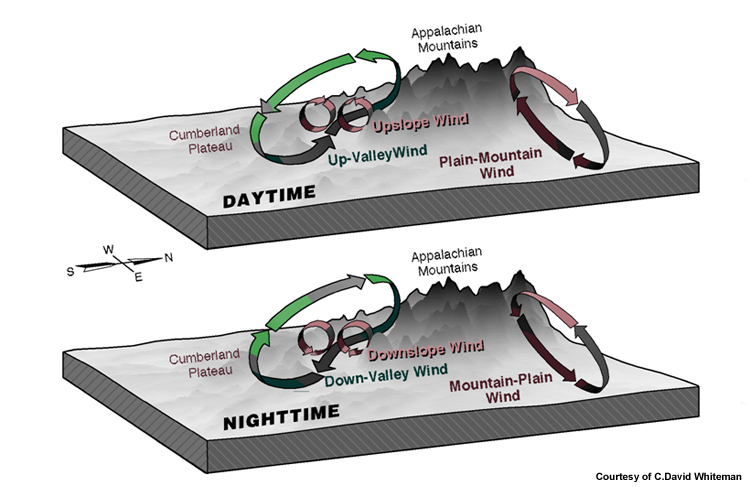
Variazione diurna del sistema dei venti nella catena montuosa degli Appalachi.

Le brezze di montagna e di valle si formano attraverso un processo simile alle brezze marine e quelle terrestri. Durante il giorno il sole riscalda molto rapidamente l'aria di montagna mentre la valle rimane più fresca. La convezione fa salire il caldo, provocando la cosiddetta brezza di valle. Di notte il processo si inverte: i pendii si rinfrescano e l'aria densa scende a valle con la brezza di montagna. Queste brezze si verificano solamente se il meteo è calmo e sereno. Le brezze di montagna e di valle sono esempi di venti locali causati dalla geografia di un'area. I campeggiatori nelle zone montuose possono subire un capovolgimento della situazione in pochissimo tempo, come che un pomeriggio caldo e asciutto si trasformi rapidamente in freddo e umido subito dopo il tramonto. Durante il giorno il sole riscalda l'aria risalendo i pendii delle montagne attraverso la brezza della valle. Al calar della notte l'aria lungo le cime delle montagne si raffredda. Quest'aria fresca si sposta lungo i pendii nella valle, producendo una brezza di montagna.